# Yogi (superyate)
El M/Y Yogi fue un yate a motor, terminado en 2011 por el constructor turco Proteksan Turquoise, con una longitud de 60,2 metros (198 pies) y un precio de 39 millones de dólares. Diseñado por Jean Guy Verges y capaz de acomodar hasta 12 invitados en 6 cabinas dobles, con una suite del propietario de 75 metros cuadrados (810 pies cuadrados), fue el yate más grande jamás registrado bajo la bandera francesa.
Se hundió el 17 de febrero de 2012 en el mar Egeo, a menos de 20 millas náuticas (37 km; 23 millas) de la costa de la isla griega de Skyros, mientras que en su viaje de regreso de las reparaciones de garantía en el constructor a Francia, después de que la tripulación de 8 habían sido evacuados de forma segura.